# 木下繁 (彫刻家)
木下 繁（きのした しげる、1908年4月25日 - 1988年8月4日）は、日本の彫刻家。日本芸術院会員。
和歌山県出身。1928年建畠大夢に師事。帝展に出品、1933年東京美術学校彫刻科卒、1935年同研究科修了、文展に出品、1938年特選、1939年自由学園講師、1947年日展特選、1953年日展審査員、1962年日展評議員、1969年日展文部大臣賞受賞、1970年日本彫塑会理事、1972年武蔵野美術大学教授。1973年和歌山県文化賞受賞、1974年日本芸術院賞受賞、1975年日展理事、1977年日本芸術院会員、1978年日展常務理事、1979年勲三等瑞宝章受章。

## 著書
- 幼児のねんど遊び （牧書店 1956年）
- くらしの工作 1・2ねん （牧書店 1958年）
- 木下繁彫刻集 （六芸書房 1988年）